# Låtsaskriget
Låtsaskriget (engelska Phoney War, franska la drôle de guerre, tyska der Sitzkrieg) kallas perioden 3 september 1939 till 10 maj 1940, då inga militära operationer förekom på västfronten trots Frankrikes och Storbritanniens krigsförklaring mot Tyskland. Medan den största delen av den tyska krigsmakten, Wehrmacht, stred i Polen bemannade en avsevärt mindre styrka den befästa västvallen, Westwall, mer känd som Siegfriedlinjen, längs Frankrikes gräns mot Tyskland. Fransmännen hukade bakom sin egen starkt befästa Maginotlinje.
Låtsaskriget inleddes i och med Storbritanniens och Frankrikes krigsförklaring mot Tyskland den 3 september 1939 och upphörde inte förrän Tyskland bröt dödläget den 10 maj 1940 genom att invadera Belgien, Luxemburg och Nederländerna i en operation kallad Fall Gelb.
Endast ett begränsat franskt angrepp skedde i den tyska gränsregionen Saar den 7 september 1939. Den franska armén trängde 8 kilometer in i Tyskland, dock fortfarande inom räckvidd för Maginotlinjens artilleri. Efter ett par dagar drog sig fransmännen tillbaka efter att ha erövrat ett tjugotal byar utan att möta motstånd.
Den franska armén leddes vid den här tiden av general Maurice Gamelin. Han anses vara en av de bidragande orsakerna till att en större fransk offensiv mot Tyskland uteblev då han, trots flera möjliga tillfällen, ständigt ställde sig tveksam till det.
Britterna utförde begränsade flygangrepp mot Tyskland.
Britterna skickade begränsade trupper och krigsfartyg till Norge efter Tysklands invasion april 1940, men drog tillbaka dem vid Tysklands anfall mot Frankrike.
Låtsaskriget, alltså att varken Frankrike eller Storbritannien i handling stred mot Tyskland, gav Polen en känsla av att ha blivit förrått av sina allierade. En förklaring till att inget gjordes för att undsätta Polen var att de allierade inte hade hunnit genomföra sin mobilisering förrän striderna redan var över.
Till sjöss utkämpade de allierade några militära strider under låtsaskriget, bland annat:
- I oktober 1939 sänkte den tyska ubåten U-47 det brittiska slagskeppet HMS Royal Oak vid flottbasen i Scapa Flow.
  - I september 1939 sänktes det brittiska krigsfartyget HMS Courageous av en tysk ubåt utanför Irland.
- I november 1939 angrep den brittiska flottan det tyska fickslagskeppet Admiral Graf Spee utanför Uruguays kust.
- I april 1940 minerade Storbritannien norska fjordar för att förhindra svenska malmtransporter till Tyskland.
  - I Slaget om Narvik i Norge sänkte britterna några tyska fartyg.